# Danh sách sông ở Nga
Nước Nga bao gồm 2 phần đất ở châu Âu và châu Á, bị chia cắt bởi dãy Ural và biển Caspi. Phần châu Âu giáp với Bắc Băng Dương, biển Baltic, biển Đen, biển Caspi. Phần châu Á thì giáp với Bắc Băng Dương và Thái Bình Dương.
Các sông quan trọng ở châu Âu là sông Volga, sông Đông, sông Kama, sông Oka và sông Bắc Dvina
Các sông quan trọng ở châu Á là sông Ob, sông Irtysh, sông Angara, sông Lena, sông Amur, sông Indigirka và sông Kolyma.

## Danh sách các sông theo thứ tự bảng chữ cái

### A - G
Abakan, Alazeya, Aldan, Aley, Amga, Amur, Anabar, Anadyr, sông Angara, sông Angrapa, Anyuy (Kolyma), Anyuy (Amur), Argun, Avacha, sông Barguzin, sông Bashkaus, Belaya, sông Berezayka, Bityug, Biya, Bolshaya Belaya, sông Bureya, Chagoda, sông Chebdar, sông Cheptsa, Chernaya, Chulym (Ob), sông Chulyshman, Chusovaya, Daugava/Western Dvina, sông Dep, Desna, Dnieper/Dnipro, Đông, (Seversky) Donets, Dubna

### I - L
Ilek, sông Indigirka, Ingoda, sông Instruch, Iokanga, Irkut, sông Irtysh, Iset, Ishim, Istra, Izhora, Kama, Kamchatka, Kashinka, Kasplya, Katanga, Katun, Kazanka, Kerzhenets, Ket, Khatanga, sông Kheta, Khopyor, Kirenga, Klyazma, Kolva (Usa), Kolva (Vishera), Kolyma, Kosovka, Kosovoy, Kostroma, Kotorosl, Kotuy, Krasnaya, Kuban, Kuma, Kunya, Laba, Lama, Lava/Łyna, Lena, Lovat, sông Lower Tunguska, Luga

### M - S
Malka, Manych, Maya, Mezen, Miass, Mius, Moksha, Mologa, Moskva, Msta, Mulyanka, Nadym, Nara, Narva, Neglinnaya, Nemunas/Neman, Nercha, Nerl (Klyazma), Nerl (Volga), Neva, Niva, Northern Dvina, Nyuya, Ob, Oka (Volga), Oka (Angara River), Olenyok, Olyokma, Om, Omolon, Onega, Onon, Oredezh, Osuga, Oyat, Pakhra, Pasha, Parabel, Pechora, Pinega, Pissa, Plava, Podkamennaya Tunguska, Podkumok, Pola, Polist, Polota, Ponoy, Pra, Pregolya, Protva, Pur, Pyasina, Ravan, Ruza, Sakmara, Sal, Samara, Seim, Selemdzha, Selenga, Sestra River (Leningrad Oblast), Sestra River (Dubna), Šešupė, Setun, Sheksna, Shelon, Shilka, Shosha, Sudost, Sukhona, Sura, Svir, Sviyaga, Syas, Sylva

### T - Z
Tavda, Tara, Taz, Terek, Tetere, Teza, Tigoda, Tobol, Tom (Ob), Tom (Zeya), Tosna, Tsna River (Moksha basin), Tsna River (Mstino Lake basin), Tumen, Tura, Turukhan, Tvertsa, Tym, Tyung, Uda (Buryatia), Uda (Khabarovsk Krai), Ufa, Uftyuga, Ugra, Unzha, Upa, Upper Angara River, Ural, Usa, Ussuri, Uver, Uzola, Vaga, Vakh, Valdayka, Varzuga, Vasyugan, Velikaya, Vetluga, Vilyuy, Vishera (Volkhov), Vishera (Vychegda), Vishera (Kama), Vitim, Volchya (Vuoksi), Volga, Volkhov, Vologda, Voronezh, Voronya, Vuoksi, Vyatka, Vyazma, Vychegda, Vytegra, Yana, Yauza, Yegoshikha, Yenisei, Yomtsa, Yug, Yuryuzan, Zeya